# Дженкинс, Марк
Марк Дженкинс (англ. Mark Jenkins; род. 1970, Фэрфакс, Виргиния, США) — современный американский художник, представитель стрит-арта, известен благодаря скульптурам из прозрачной плёнки и скотча.

## Творчество
Работы Марка Дженкинса были отмечены в ряде публикаций, включая Time, The Washington Post, Reuters, BIGmag, The Independent и в блоге, посвящённом стрит-арту, Wooster Collective. Он также выставляется в галереях в США, Европе, Японии и Бразилии, представлен рядом галерей, включая Lazarides Gallery в Лондоне. Художник создал сайт tapesculpture.org с пошаговой инструкцией об изготовлении скульптуры из плёнки, а также проводит мастер-классы в городах, которые он посещает.

### Уличная скульптура (по проектам)
Tape Men (2003)
Первая «уличная» серия Дженкинса, в которой слепки, сделанные с его тела при помощи упаковочной ленты, были установлены на улицах в Рио-де-Жанейро, а затем в Вашингтоне.
Storker Project(2005)
В этом продолжающемся проекте младенцы из клейкой ленты появляются в различном окружении в разных городах.
 Embed Series (2006) 

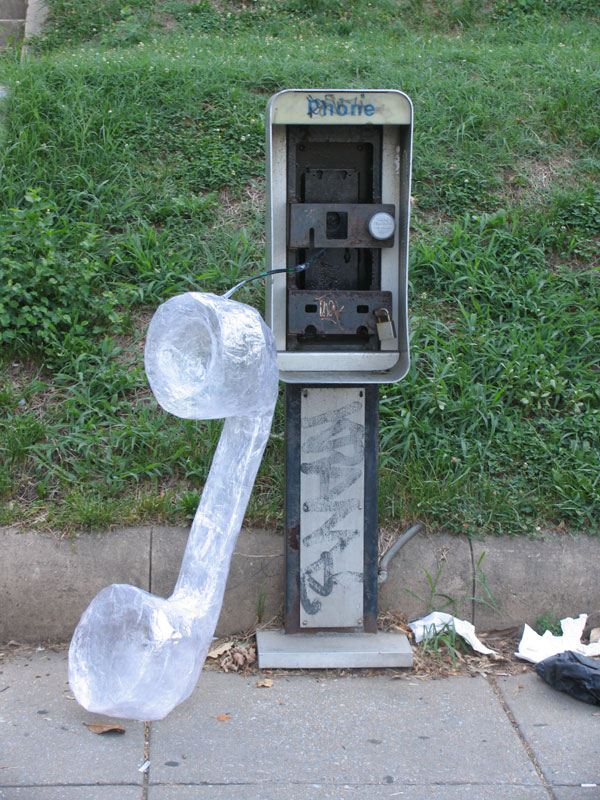
«Call Waiting»

В этой серии Дженкинс одевает свои слепки в одежду, создавая реалистичные скульптуры, которые устанавливает в различных позах в городском окружении. Он документирует реакцию людей, которые проходят мимо, при помощи видеокамеры. Наиболее популярное из этих видео посвящено скульптуре, расположенной так, что создается иллюзия, что её голова застряла в стене.
Meterpops (2005)
Этот проект включал установку прозрачных «леденцов» на парковках в Вашингтоне на Independence Avenue.
Traffic-Go-Round (2007)
Проект превращает дорожные знаки в подобие карусели при помощи лошадок из ленты, установленных на столбах. Лошади были расположены мордами по направлению к встречному движению, что создавало ощущение у проезжающих, что лошади проносятся мимо них.
Jesus 2.0 (2006)
Проект создан в сотрудничестве с Graffiti Research Lab. Две скульптуры младенца в положении распятия были установлены на столбах в Нью-Йорке.